# Крістіна Клемонс
Крістіна Клемонс (англ. Christina Clemons, до шлюбу Меннінг (англ. Manning), нар. 29 травня 1990) — американська легкоатлетка, яка спеціалізується на бар'єрному бігу, призерка чемпіонату світу в приміщенні.
За підсумками змагань Світового туру в приміщенні-2020 перемогла у загальному заліку з бігу на 60 метрів з бар'єрами.